# Motorzweefvliegtuig

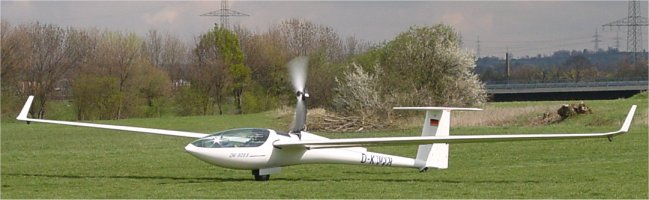
DG-808B zelfstartend zweefvliegtuig

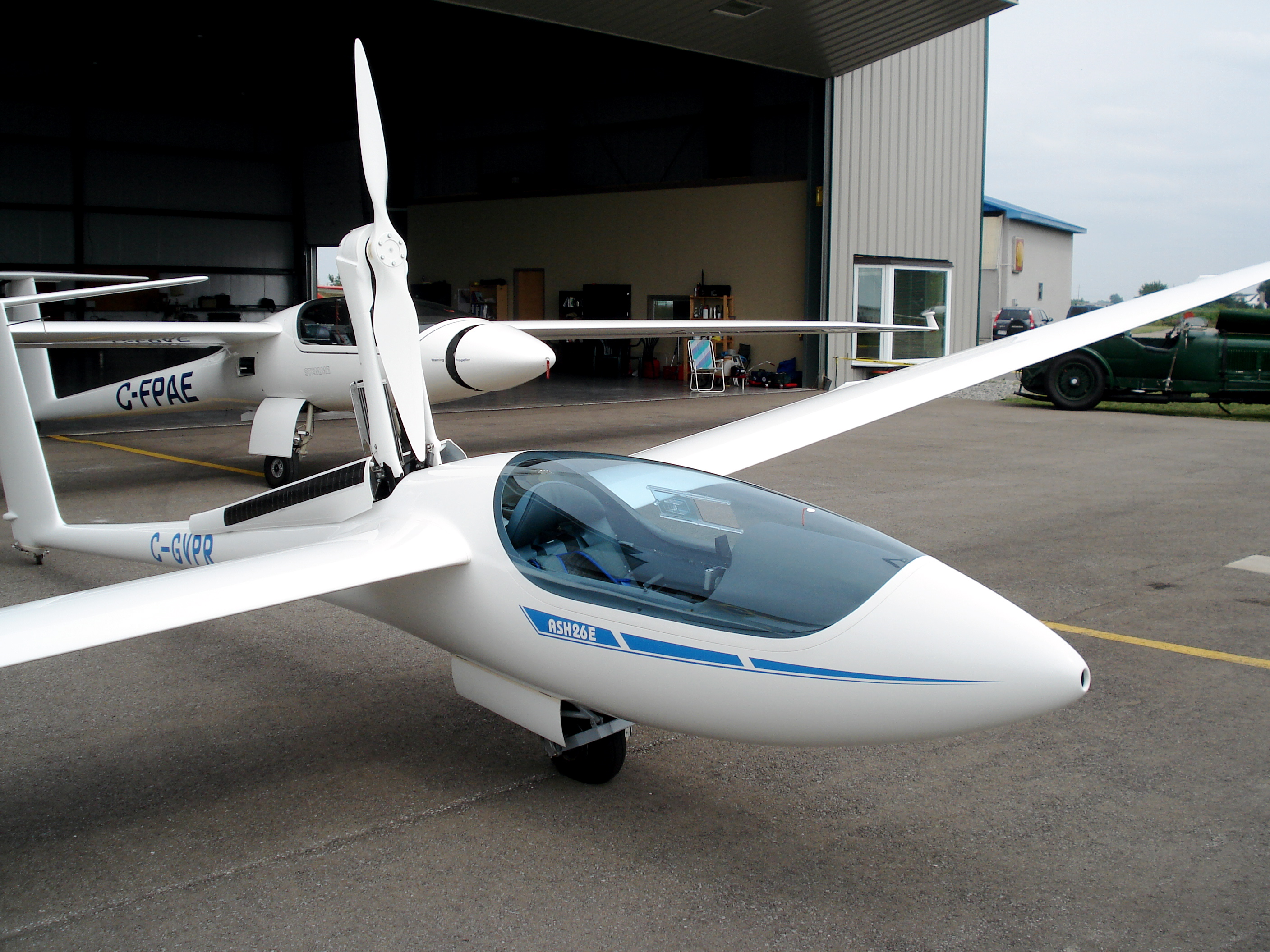
Schleicher ASH 26E motorzwever met inklapbare motor. Duidelijk zijn de klapdeuren van de motorruimte te zien.

Een Motorzweefvliegtuig of Motorzwever is een vaste-vleugel vliegtuig dat kan vliegen zowel mét als zonder gebruik te maken van voortstuwing. De voortstuwing kan bestaan uit een brandstof- of elektromotor met een propeller. Maar ook een kleine straalmotor is mogelijk. Om de vliegweerstand te minimaliseren tijdens de ongemotoriseerde zweefvliegfase kan de motor inclusief propeller vaak boven in de romp weggeklapt worden. Of de propeller kan in een vaanstand worden gezet.
In Amerika kan een vliegtuig worden gecertificeerd als motorzwever met maximaal twee inzittenden en een maximum gewicht van 850 kilogram. De verhouding van het maximum gewicht en het kwadraat van de spanwijdte mag niet hoger zijn dan 3 kg/m2. In Europa stelt de JAA/EASA ongeveer dezelfde eisen, maar het maximum gewicht mag niet meer zijn dan 750 kg.
Motorzwevers worden in verschillende typen ingedeeld:
Zelfstartend motorzweefvliegtuig
Motorzweefvliegtuig dat geheel zelfstandig met gebruik van de motor kan opstijgen.
Niet zelfstartend motorzweefvliegtuig
De motor wordt alleen gebruikt om een vliegveld of veilige landingsplaats te bereiken als er tijdens de zweefvlucht onvoldoende thermiek (opstijgende lucht) is om voldoende hoogte te houden. De vliegtuigstart vanaf de grond kan alleen met behulp van een lier of een sleepvliegtuig.

## Touring Motorglider

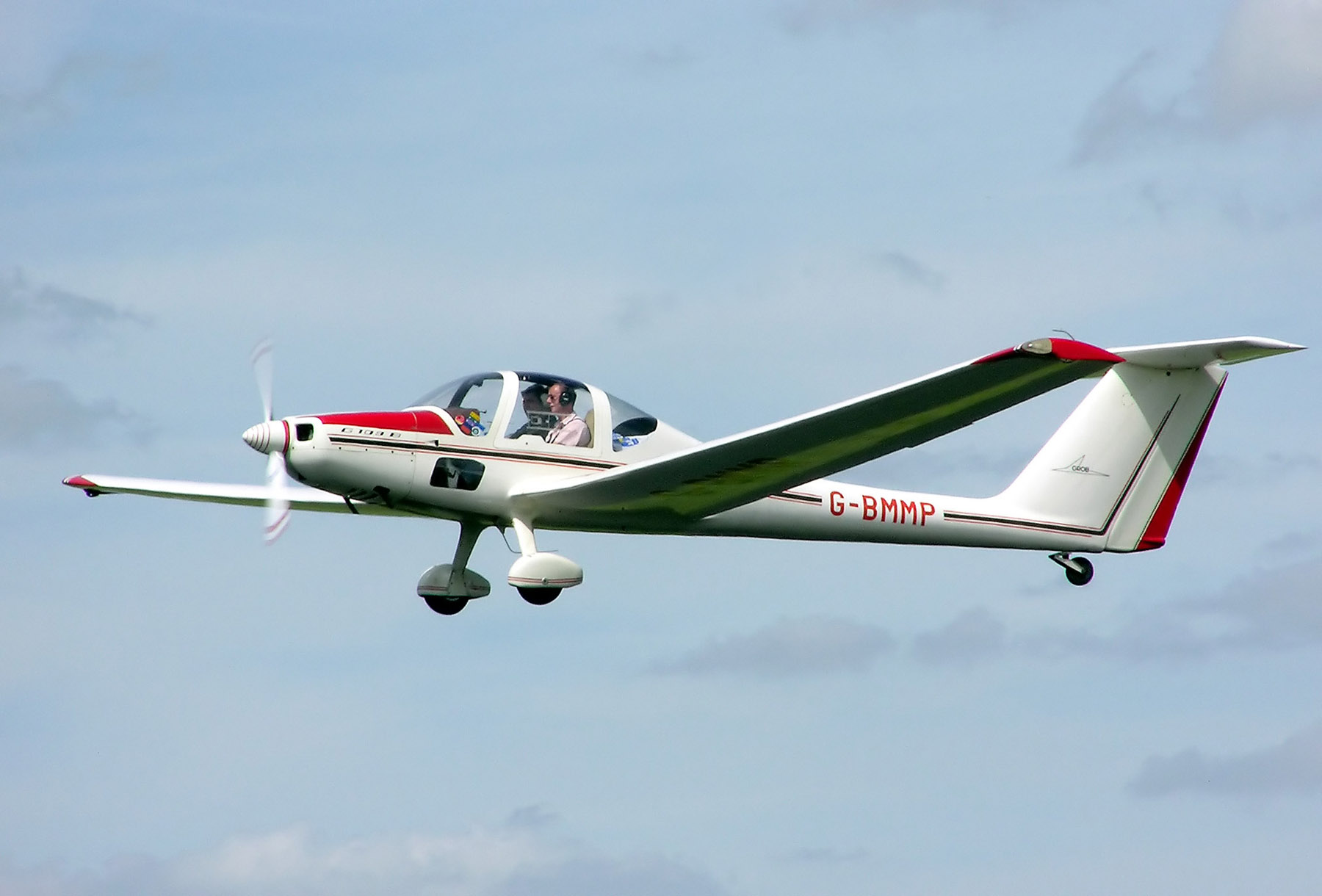
Grob g109 Touring Motorglider (TMG)

Een aparte categorie zelfstartende zweefvliegtuigen zijn de Touring Motorgliders (TMG). Bij deze vliegtuigen is de motor meestal voorin geplaatst, zoals bij een licht sportvliegtuig, waarbij de vaste propeller tijdens de zweefvliegfase in een vaanstand kan worden geplaatst. Aangezien bij een TMG toestel het accent doorgaans meer ligt op het motorvliegen dan het zweefvliegen heeft deze minder goede zweefvliegprestaties zoals daalsnelheid en glijhoek. Maar deze zijn nog steeds veel beter dan een motorvliegtuig. TMG toestellen hebben gemiddeld een motor van 80-100 pk en een brandstofvoorraad om 850 kilometer af te leggen met een kruissnelheid van 150-200 km/u.